# 京那巴魯麝鼩
京那巴魯麝鼩（Crocidura baluensis）是一種小型哺乳動物，屬於鼩鼱科麝鼩屬，為婆羅洲京那巴魯山（馬來西亞境內）的特有種。